# كاكيغوروي
كاكيغوروي (باليابانية: 賭ケグルイ) مانغا يابانية من تأليف هومورا كاواموتو ورسم توري ناوموري. صدرت في 2014. واقتبست إلى مسلسل أنمي تلفزيوني عرض في 1 تموز 2017.

## القصة
أكاديمية هاياكاو الخاصة ذات النهج الغريب، عندما يكون أبنائك وبنتاك من أغنى الأغنياء فلا يهم مدى براعتهم في الرياضة أو نجاحهم الدراسي، ما يهم هنا هو قراءة الخصم وفن عقد الصفقات، ولا يوجد أفضل من المقامرة لفعل ذلك وصقل تلك المهارة، في أكاديمية هاياكو يعيش الفائزون كالملوك، أما الخاسرون فيتم سحقهم، ولكن عندما تصل (يوميكو جابامي) إلى الأكاديمية فإنها ستقوم بتعليم أولئك الصبية كيفية اللعب الحقيقي.

## شخصيات رئيسية
يوميكو جابامي (蛇喰 夢子 Jabami Yumeko)
أداء صوتي: ساوري هايامي
ماري ساوتومي (早乙女 芽亜里 Saotome Meari)
أداء صوتي: مينامي تاناكا
ريوتا سوزوي (鈴井 涼太 Suzui Ryōta)
أداء صوتي: تاتسويا توكوتاكي

## العاملون على الأنمي
- إخراج: يوشيرو هاياشي
- تنسيق القصة: ياسوكو كوباياشي
- مصمم الشخصيات: مانابو أكيتا
- استديو الإنتاج: MAPPA

## روابط خارجية
- الموقع الرسمي (باليابانية)
- كاكيغوروي على موقع ANN manga (الإنجليزية)